# 松葉邦彦
松葉 邦彦（まつば くにひこ、1979年（昭和54年） - ）は、東京都出身の建築家、インタビュアー、現代アートコレクター。株式会社TYRANT代表取締役。旧廣盛酒造所再生計画で芦原義信賞優秀賞やJCDデザインアワード新人賞などを受賞。
美大生向けのウェブメディア「PARTNER」でインタビュー企画「Outsider Architect」を連載中。工学院大学建築学部建築デザイン学科非常勤講師。

## 経歴
- 1979年 　東京都に生まれる
- 2005年 　東京芸術大学大学院修士課程修了
- 2008年 　TYRANT一級建築士事務所設立
- 2012年 　株式会社 TYRANT設立

## 主な作品
- 2011年　旧廣盛酒造所再生計画（文化施設/福島慶介と協働）
- 2013年　deformed stairs (インスタレーション)
- 2014年　長澤歯科医院
- 2015年　斎藤邸（麻生征太郎との協働）
- 2016年　ajirochaya(商業施設)
- 2017年　Ode (レストラン)
- 2018年　町田邸
- 2019年　BLACOWS (レストラン)
- 2020年　JINS熊谷肥塚店
- 2021年　アーチ矯正歯科
- 2021年　TAKAO Armchair (椅子)
- 2022年　Readymade (アーティスト門田光雅のアトリエに付属するカーポート)
- 2023年　うずら (レストラン)
- 2023年　JINSベスタ狭山店

## 受賞歴
- 2003年 新建築住宅設計競技 2003 : 2等 (新建築社)
- 2004年  Quaderns International Housing Competition in Catalonia : Finalist (Quaderns,SP)
- 2005年  Mosaic Foundation Architectural Competition : Winner (Mosaic Foundation,USA)
- 2011年  JCD デザインアワード 2011 : 新人賞 (日本商環境デザイン協会)
- 2011年  International Architecture Awards 2012 (The Chicago Athenaeum,USA)
- 2012年  第11回芦原義信賞優秀賞 (日本建築美術工芸協会)
- 2015年  Design for Asia Award 2015 : Bronze Award (Hong Kong Design Centre,HKG)
- 2016年  茅ヶ崎市道の駅詳細設計 (建築) 業務委託 プロポーザル : 次席者 (茅ヶ崎市)
- 2017年  10th Annual International Design Awards : Silver & Bronze (The International Design Awards,USA)
- 2017年  AAP 2017 FIRM OF THE YEAR AWARD : Small Firm of the Year Award in Commercial and Industrial Architecture (American Architecture Prize,USA)
- 2019年  	ap賞 (architecturephoto.net)

## 展示
- 2018年　MATSUBA COLLECTION (EUKARYOTE/外苑前)
- 2023年　MATSUBA Collection (MARUEIDO JAPAN/赤坂)